# Hèdil
Hèdil (llatí: Hedylus, en grec antic: Ἥδυλος) va ser un poeta epigramàtic grec nascut a Samos.
Era fill de Melicert i d'Hèdila. Segons Ateneu de Naucratis es va suïcidar per l'amor d'un tal Glauc. Els seus epigrames estan inclosos a la Garlanda de Melèagre i onze d'ells apareixen a l'Antologia grega encara que la seva autoria és dubtosa en dos dels recollits. La majoria dels poemes són un elogi del vi i tots tracten de l'esport. En alguns descriu les ofrenes al temple d'Arsínoe, entre els quals es trobava l'orgue (Hydraulis) de Ctesibi. Era contemporani i rival de Cal·límac. Va viure en el regnat de Ptolemeu II Filadelf (284 aC-246 aC) i es pot classificar dins de l'escola de poetes alexandrins.